# Campo (Blenio)
Campo is een plaats en voormalige gemeente in het district Blenio dat behoort tot het Kanton Ticino. Campo heeft 79 inwoners (2005).

## Geschiedenis
Op 25 januari 2005 werden de Fusie plannen door het Kantons parlement van Ticino goedgekeurd om in het voorjaar van 2006 een grote Fusie uit tevoeren onder de gemeenten Aquila, Campo, Ghirone, Olivone en Torre en daarvan zou de naam van de nieuwe fusiegemeente Blenio worden. Deze Fusie werd vertraagd doordat de Gemeente Aquila een klacht had, maar nadat het Federale hof van Zwitserland deze klacht had afgewezen was in April 2006 de weg voor de Fusie was vrij. Deze Fusie ging op 22 oktober 2006 van kracht en de nieuwe gemeente Blenio was een feit.

## Geografie
Het voormalige gemeentegebied valt grotendeels samen met de Val di Campo, een zijrivier in de Blenio vallei. In die vallei ligt ook het kleine dorpje Campo.
Campo had een oppervlakte van 21.9 km² en grensde aan de buurgemeenten Ghirone, Medel en Olivone. Campo had een gemiddelde hoogte van 1215 meter.

## Galerij

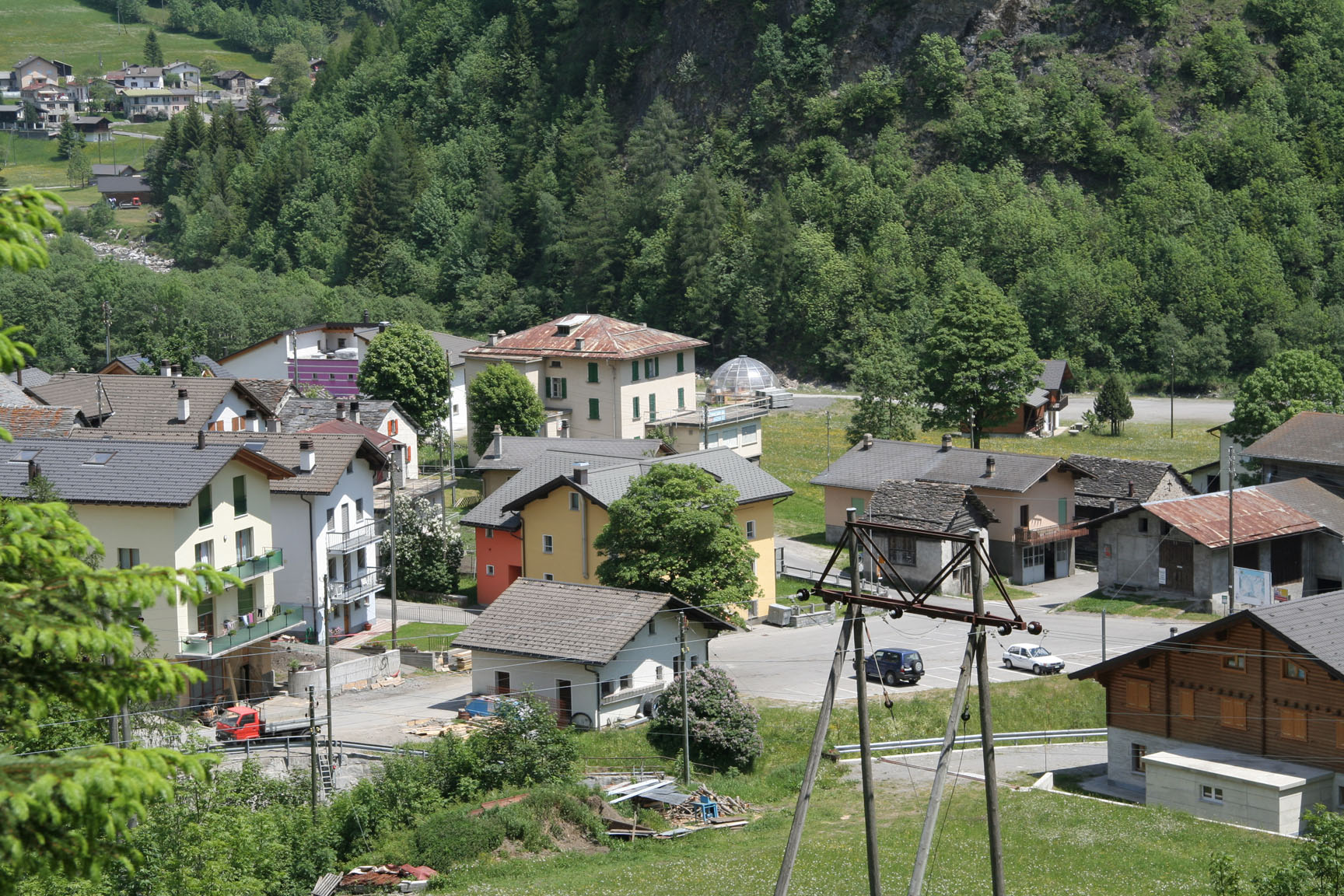
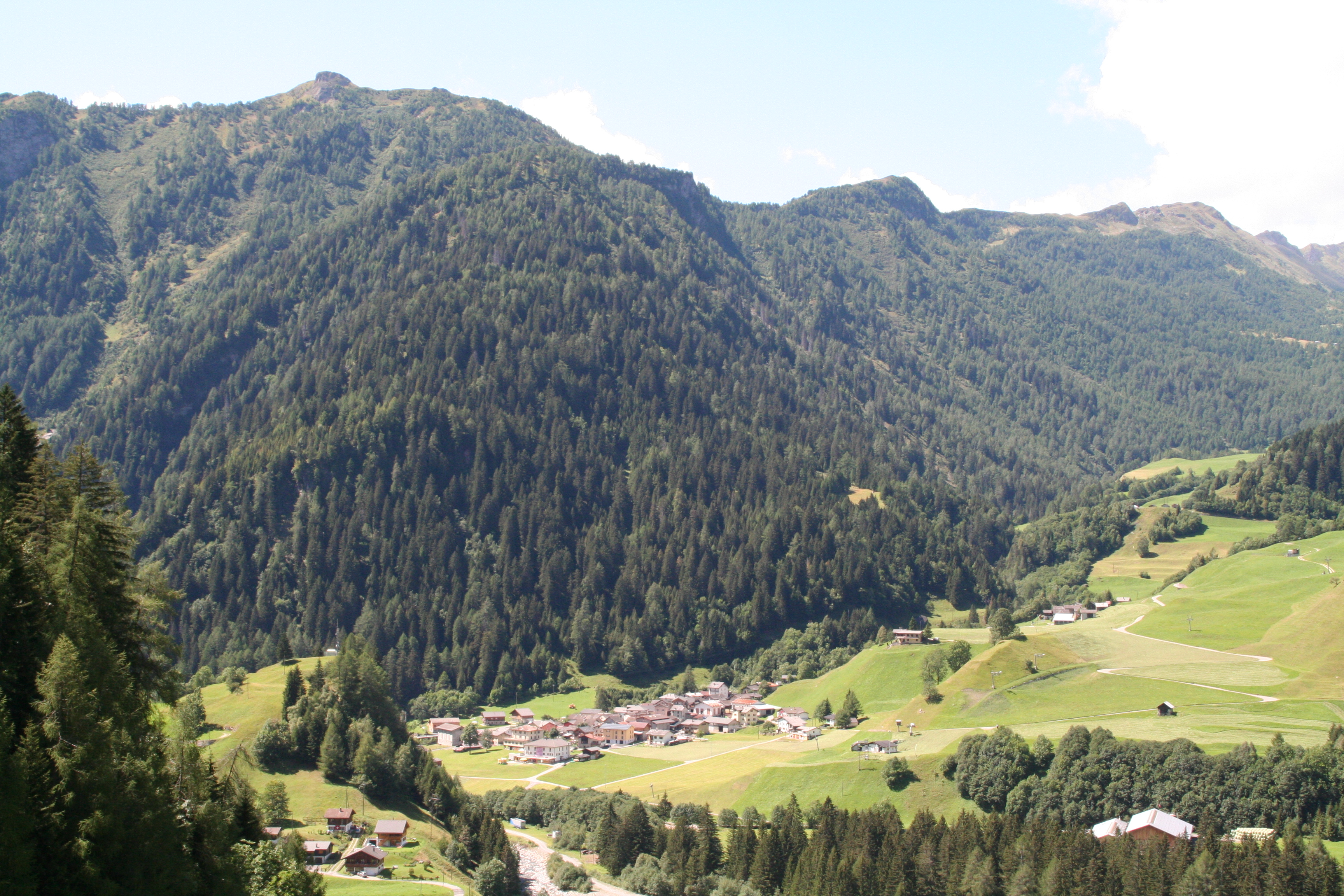
Uitzicht over Campo
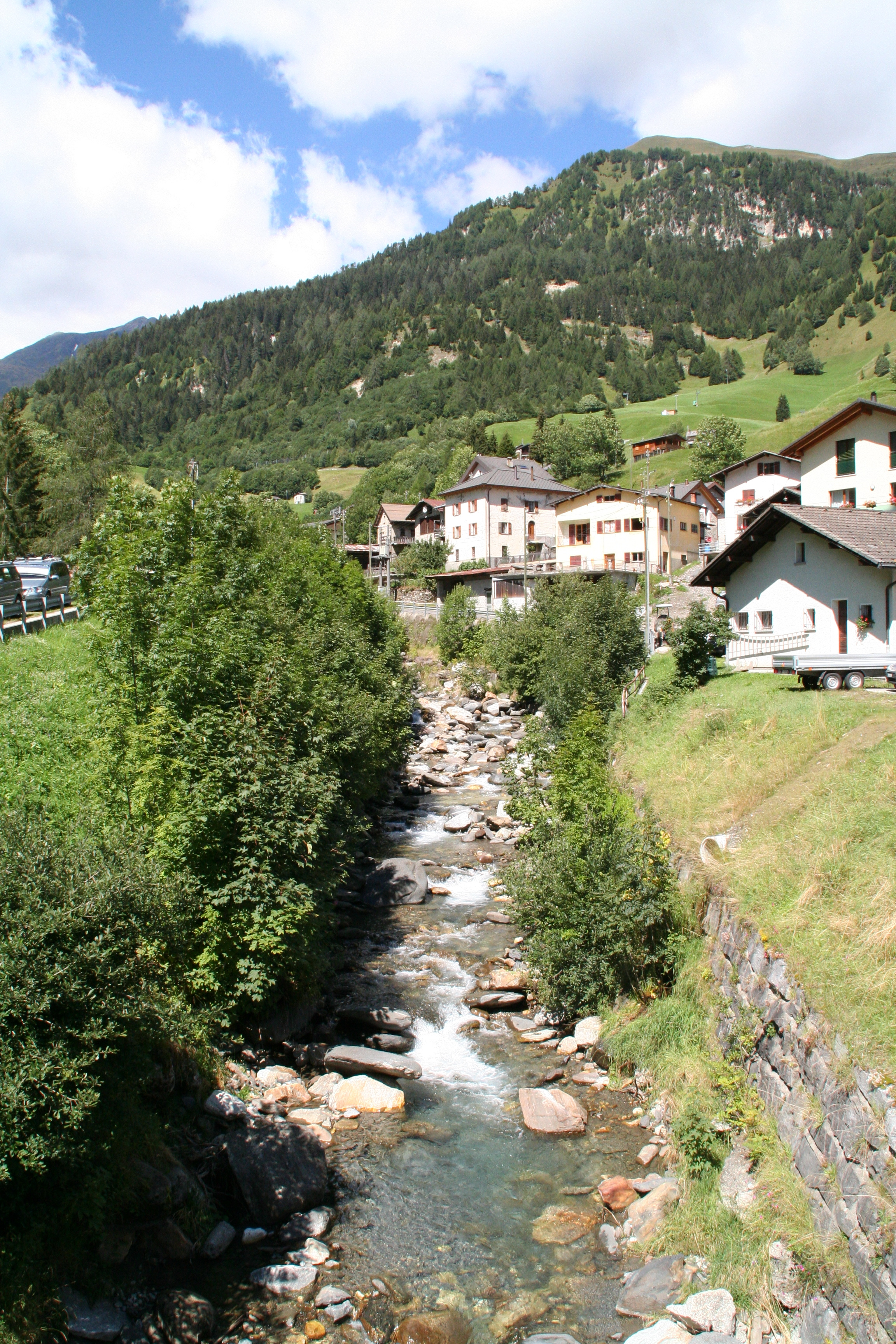

## Overleden
- Giovanni Laini (1899-1986), hoogleraar en schrijver